# Handicap (sport)
Handicap is een systeem in bepaalde sport- en speltakken, om toe te laten dat spelers of ploegen van verschillend niveau toch met min of meer gelijke winstkansen tegen elkaar kunnen spelen.
Er zijn verschillende systemen mogelijk; enkele daarvan zijn:
- Gewichtshandicap: de sterker ingeschatte deelnemers moeten extra gewicht meenemen tijdens de race. Dit wordt gebruikt in bepaalde paardenwedrennen, autoraces en vliegraces.

- Afstandshandicap: de betere deelnemers moeten een grotere afstand afleggen. Dit wordt onder andere gebruikt bij drafkoersen voor paarden.

- Een voorgift, die op een bepaalde manier aan de minder goede speler(s) wordt toegekend, bijvoorbeeld:
  - in het bordspel go mag de minder goede speler vóór het begin van het spel reeds een bepaald aantal stenen op het bord plaatsen;
  - in het schaakspel gaf een sterke speler een voorgift door voor het begin een stuk van zijn eigen kleur te verwijderen. Ook kon de voorgift bestaan uit de verplichting mat te zetten met een van tevoren aangewezen stuk, of het recht om twee of meerdere beginzetten te doen, of, als het om een reeks partijen ging, de eerste zet te mogen doen. De voorgift in het schaken is in onbruik geraakt. Zie voorgift (schaken).
  - in de golfsport wordt het verschil in handicap tussen de spelers omgerekend naar een aantal slagen voorgift voor de minder goede speler; zie handicap (golf).
  - in polowedstrijden krijgt het minder goede team een voorgift van een aantal doelpunten, berekend op basis van het verschil in handicap tussen de teams.
  - in basketbal kan een team van een lagere klasse dat tegen een team van een hogere klasse moet spelen een voorgift van een aantal punten krijgen; dit systeem wordt bijvoorbeeld toegepast in de Belgische bekercompetitie.
  - een tijdsvoorgift bij races, dat wil zeggen de minder goede lopers/racers mogen een bepaald aantal seconden eerder starten dan de betere.
  - in een zeilrace met verschillende boottypes.
  - in de gehandicaptensport wordt bij veel onderdelen de eindtijd gecorrigeerd naar de mate van handicap die de sporter heeft.